# Puffinus
Puffinus je rod morskih ptica iz porodice zovoja. Sastoji se od 17 malih i srednje velikih ptica. Ima roda dolazi od latinske posuđenice puffinus koja je bazirana na englesku riječ puffin što znači morski papagaj. Taksonomija ovog roda je uzrok mnogih rasprava znanstvenika. Ptice u rodu su najčešće tamnosmeđe boje. Imaju duga krila. Žive u umjerenim i hladnim vodama, a samo tijekom sezone gniježdenja su na kopnu. Gnijezde se u kolonijama noću. Kao gnijezdišta im služe jazbine. Polažu samo jedno bijelo jaje. Hrane se ribama, lignjama i sličnom oceanskom hranom.

## Vrste
Puffinus assimilis

Puffinus auricularis

Puffinus bannermani

Puffinus baroli

Puffinus bulleri

Puffinus carneipes

Puffinus creatopus

Puffinus gavia

Puffinus gravis

Puffinus griseus

Puffinus heinrothi

Puffinus huttoni

Puffinus lherminieri

Puffinus mauretanicus

Puffinus nativitatis

Puffinus newelli

Puffinus opisthomelas

Puffinus pacificus

Puffinus persicus

Puffinus puffinus

Puffinus tenuirostris

Puffinus yelkouan

### Neke izumrle vrste
Puffinus tedfordi

Puffinus conradi 

Puffinus pacificoides 

Puffinus felthami 

Puffinus kanakoffi

Puffinus parvus
 Puffinus olsoni
 Puffinus holeae
 Puffinus nestori

Puffinus spelaeus

## Galerija
- Puffinus nativitatis
- Puffinus gavia
- Puffinus huttoni
- Puffinus puffinus
- Puffinus gravis
- Puffinus griseus
- Puffinus tenuirostris
- Puffinus pacificus
- Puffinus bulleri